# Nebojša Leković
Nebojša Leković (en serbe cyrillique : Небојша Лековић ; né le 25 septembre 1964 à Kragujevac) est un juriste et un homme politique serbe. Il est président de l'Alliance sociale-démocrate (SDS).

## Biographie
Nebojša Leković effectue ses études élémentaires et secondaires dans sa ville natale de Kragujevac, où il est ensuite diplômé de la faculté de droit de l'université de Kragujevac.
Il exerce diverses fonctions politiques, étant par exemple par quatre fois député à l'Assemblée nationale de la république de Serbie.
En 2011, il fonde l'Alliance sociale-démocrate (SDS), un parti qui se présente comme le successeur du Parti social-démocrate serbe et de ses penseurs : Svetozar Marković, Dimitrije Tucović et Dragiša Lapčević.
Mais c'est la vice-présidente du SDS, Danica Grujičić, qui se présente au premier tour de l'élection présidentielle du 6 mai 2012, ; elle obtient 30 602 voix soit 0,78 % des suffrages. Aux élections législatives du 6 mai 2012, elle emmène également la liste de l'Alliance qui présente 182 candidats ; la liste obtient 16 572 voix, soit 0,42 % des suffrages, ce qui ne lui permet pas d'envoyer de représentant à l'Assemblée nationale de la république de Serbie.

## Sport
Nebojša Leković a occupé plusieurs fonctions officielles dans le monde sportif serbe, notamment au sein de la Fédération de Serbie de football et au sein du club de football de l'Étoile rouge de Belgrade, dont il a été le secrétaire général.

## Vie privée
Nebojša Leković est marié et père de trois enfants.